# August Quallo
August Quallo (* 6. Oktober 1885 in Zeysen; † nach 1933) war ein deutscher Politiker (SPD).
Quallo machte eine Schreinerlehre und war im erlernten Beruf tätig. 1914 bis 1918 bildete er sich durch Abendkurse fort und wurde 1918 Sekretär des Düsseldorfer Holzarbeiterverbandes. Vor 1930 wurde er Sekretär des Deutschen Gewerkschaftsbundes in Königsberg.
Quallo trat der SPD bei und war für diese vor 1930 Stadtverordneter in Ortelsburg. Am 11. März 1929 rückte er für Ernst Herder in den Provinziallandtag der Provinz Ostpreußen nach, dem er bis zu dessen Auflösung 1933 angehörte. Von Januar 1930 bis zum 2. Mai 1932 war er stellvertretendes Mitglied und danach bis April 1933 ordentliches Mitglied des Preußischen Staatsrates. 
Daneben war er Mitglied des Wasserbeirates für die Provinz Ostpreußen, stellvertretendes Mitglied der Ostpreußischen Heimstätte, Mitglied des Verwaltungsrates der Reichsanstalt für Arbeitsvermittlung und Arbeitslosenversicherung und Mitglied des Verwaltungsausschusses des Landesarbeitsamtes Ostpreußen.